# Blaine megye (Montana)
Blaine megye az Amerikai Egyesült Államokban, azon belül Montana államban található. Megyeszékhelye és legnagyobb városa Chinook. Lakosainak száma 7044 fő (2020. április 1.). Blaine megye Phillips, Fergus, Hill és Chouteau megyékkel határos.

## Népesség
A megye népességének változása:
| Lakosok száma | 6484 | 6559 | 6657 | 6604 | 6577 | 7044 |
|               | 2010 | 2011 | 2012 | 2013 | 2015 | 2020 |